# Edgar Morin
Edgar Morin, pseudonimo di Edgar Nahoum (Parigi, 8 luglio 1921), è un filosofo e sociologo francese.
È noto soprattutto per l'approccio transdisciplinare con il quale ha trattato un'ampia gamma di argomenti, fra cui l'epistemologia.
Durante la sua carriera accademica ha lavorato principalmente presso l'École des hautes études en sciences sociales (EHESS) e il Centre national de la recherche scientifique (CNRS). Particolare attenzione hanno ricevuto le sue ricerche sulla complessità e il cosiddetto "pensiero complesso".

## Biografia
Morin nasce in una famiglia ebrea sefardita, originaria di Livorno. Suo padre era un commerciante ebreo di Salonicco ma si dichiarava laico e di origine "neo marrana"; figlio unico, resta orfano di madre a 10 anni.
Da ragazzo, Morin amava la lettura, il cinema, l'aviazione e il ciclismo.  Si lega al socialismo ai tempi del Fronte Popolare francese e della Guerra civile spagnola. Nel 1940, quando i tedeschi invadono la Francia, Morin fugge a Tolosa dove si dedica ad aiutare gli esuli e ad approfondire il marxismo. Nel 1942, poco prima di entrare nella Resistenza, nella quale sarà tenente delle forze combattenti, ottiene una licenza in diritto. Nella resistenza conosce François Mitterrand e adotta il nome di battaglia Morin, che preferirà rispetto al cognome vero. Nel 1941 aderisce al Partito Comunista Francese. Prende parte alla liberazione di Parigi nell'agosto del 1944 e l'anno seguente sposa Violette Chapellaubeau. I due si trasferiscono a Landau dove Morin è prima addetto allo Stato Maggiore della Prima Armata francese in Germania (1944), poi Capo dell'Ufficio Propaganda del governo militare Francese (1945). Alla Liberazione scrive L'an zéro de l'Allemagne sulla situazione del popolo tedesco, libro che richiama l'attenzione di Maurice Thorez, allora segretario generale del Partito Comunista Francese e Ministro della Funzione Pubblica, che lo invita a scrivere nella rivista "Les Lettres françaises".
Nel 1946 torna a Parigi e abbandona la carriera militare, proseguendo le attività nel partito comunista. Per le sue posizioni anti-staliniste il rapporto col partito nel 1949 comincia a deteriorarsi, fino alla sua espulsione nel 1951, seguita alla pubblicazione di un articolo su "Le Nouvel Observateur" (all'epoca noto come "France-observateur"). Nel 1950 entra al Centre national de la recherche scientifique (CNRS, Centro Nazionale della Ricerca Scientifica) nel campo dell'antropologia sociale, su consiglio e con l'appoggio di Georges Friedmann, Maurice Merleau-Ponty, Vladimir Jankélévitch e di Pierre Georges. Nel 1955 anima un comitato contro la Guerra d'Algeria.
Successivamente, si distacca progressivamente dal comunismo per avvicinarsi al Partito Socialista francese, per il quale simpatizza a partire dai primi anni '80, manifestando molta vicinanza in particolare verso le posizioni di François Hollande.

### Sviluppo filosofico
Nella cinematografia Morin aderisce al surrealismo, pur senza abbandonare il socialismo. Condivide le idee di Franco Fortini e Roberto Guiducci: fonda e dirige la rivista "Arguments" (1954-1962), ispirata alla rivista italiana "Argomenti", di Fortini. Nel 1959 pubblica il libro Autocritique.
Nel 1960, Morin viaggia per l'America Latina, visitando Brasile, Cile, Bolivia, Perù e Messico, dove viene profondamente impressionato dalla cultura indigena e afro-brasiliana. Tornato in Francia, pubblica L'Esprit du Temps. Nel 1961 fonda, con Roland Barthes e Georges Friedmann, la rivista "Communications".

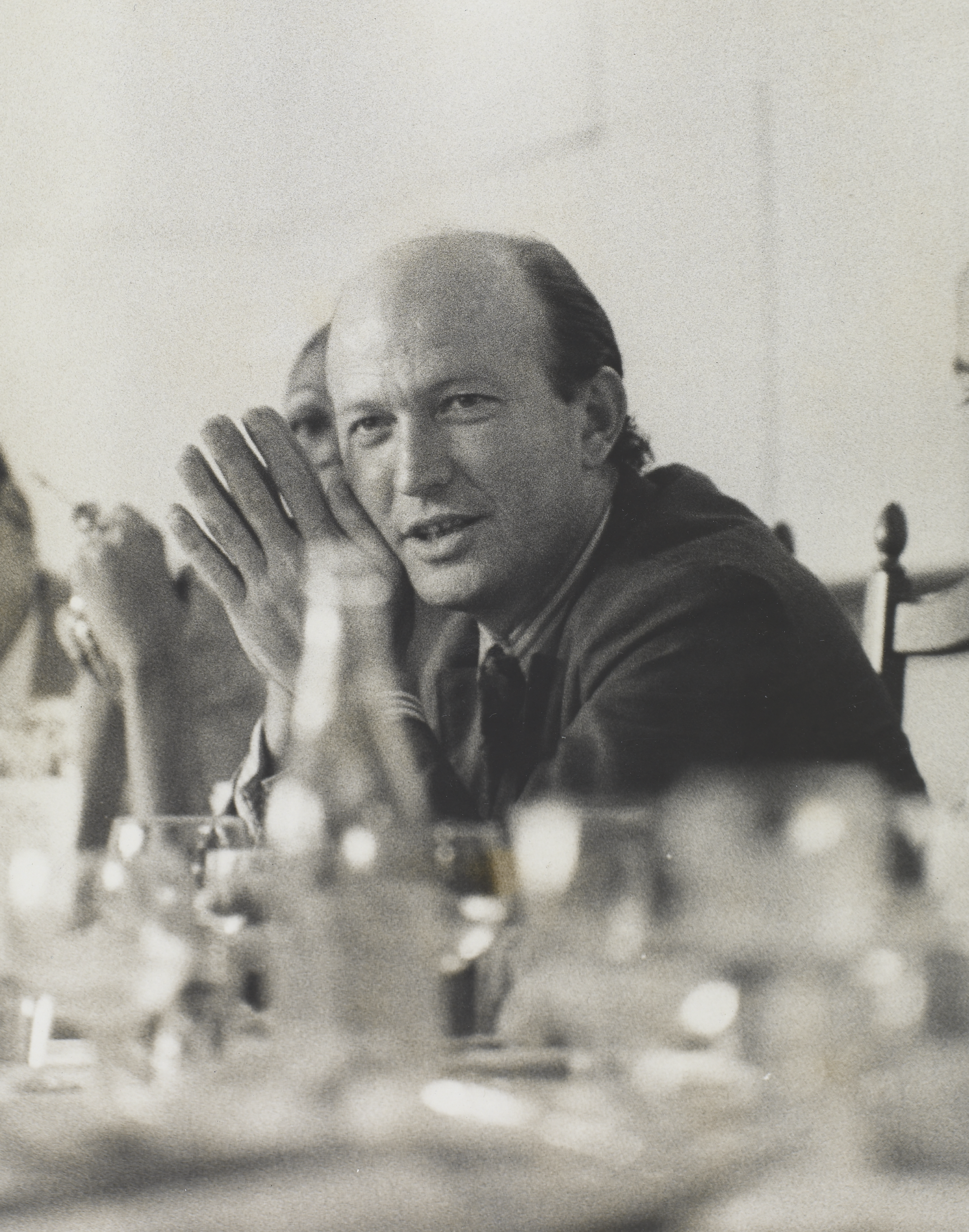
Edgar Morin in un colloquio a Rio de Janeiro, 1972.

A partire dal 1965 è coinvolto in un ampio progetto multidisciplinare, finanziato dalla Délégation Générale à la Recherche Scientifique et Technologique (DGRST), su una Comune in Bretagna, a Plozévet. Passa l'intero 1965 portando avanti ricerche, assieme ai suoi collaboratori, vivendo a Poulhan. La ricerca dà luogo alla pubblicazione dal titolo La Métamorphose de Plozévet (1967). Si tratta di uno dei primi saggi di etnologia sulla Francia contemporanea. Questa "unicità" gli porta però conseguenze negative: Morin viene etichettato come "eretico" dal DGRST, cosa che contribuirà alla sua crescente avversione per l'ambiente accademico parigino, e lo indurrà a passare un tempo sempre maggiore lavorando lontano dalla capitale.
Nel 1968 Morin sostituisce Henri Lefébvre all'Università di Nanterre. Coinvolto nelle rivolte studentesche di quel periodo, nel maggio 1968 scrive una serie di articoli per "Le Monde" tentando di analizzare quella che chiamava "La Comune studentesca". Segue da vicino la rivolta studentesca con una seconda serie di articoli per "Le Monde" intitolata "La révolution sans visage". Sempre nel 1968, insieme con Claude Le Fort e Cornelius Castoriadis pubblica Mai 68: la Brèche ("Maggio 1968: la Breccia").
Nel 1969 Morin trascorre un anno al Salk Institute a La Jolla, California, dove si fa coinvolgere negli studi di genetica iniziatisi con la scoperta del DNA; queste influenze culturali contribuiranno alla sua visione dell'umanità e del mondo che combina cibernetica, teoria dell'informazione e teoria dei sistemi.
Nel 1983 pubblica De la nature de l'URSS, con cui lo studioso approfondisce la sua analisi del comunismo sovietico.

### "Riforma del pensiero" e "politica della civiltà"
Edgar Morin ha dedicato gran parte della sua opera ai problemi di una "riforma del pensiero", affrontando le questioni alla base delle sue riflessioni sull'umanità e sul mondo: la necessità di una nuova conoscenza che superi la separazione dei saperi presente nella nostra epoca e che sia capace di educare gli educatori a un pensiero della complessità.
In Morin è anzitutto fondamentale la distinzione tra civiltà e cultura. La cultura è l'insieme delle credenze e dei valori caratteristici di una determinata comunità. La civiltà è invece il processo attraverso il quale si trasmettono da una comunità all'altra: le tecniche, i saperi, le scienze.
Morin sostiene che "la cultura, ormai, non solo è frammentata in parti staccate, ma anche spezzata in due blocchi": da una parte la cultura umanistica "che affronta la riflessione sui fondamentali problemi umani, stimola la riflessione sul sapere e favorisce l'integrazione personale delle conoscenze", dall'altra, la cultura scientifica che "separa i campi della conoscenza, suscita straordinarie scoperte, geniali teorie, ma non una riflessione sul destino umano e sul divenire della scienza stessa".  A ciò va aggiunta la sfida sociologica: "l'informazione è una materia prima che la conoscenza deve padroneggiare e integrare", una conoscenza "costantemente rivisitata e riveduta dal pensiero", il quale a sua volta "è oggi più che mai il capitale più prezioso per l'individuo e la società".  L'indebolimento di una percezione globale conduce all'indebolimento del senso della responsabilità, poiché ciascuno tende a essere responsabile solo del proprio compito specializzato, così come all'indebolimento della solidarietà, poiché ciascuno percepisce solo il legame con la propria città: "la conoscenza tecnica è riservata agli esperti" e "mentre l'esperto perde la capacità di concepire il globale e il fondamentale, il cittadino perde il diritto alla conoscenza".
Secondo Morin è necessario raccogliere queste sfide attraverso la riforma dell'insegnamento e la riforma del pensiero: "È la riforma di pensiero che consentirebbe il pieno impiego dell'intelligenza per rispondere a queste sfide e che permetterebbe il legame delle due culture disgiunte. Si tratta di una riforma non programmatica ma paradigmatica, poiché concerne la nostra attitudine a organizzare la conoscenza". Per spiegare questo concetto Morin richiama una frase di Michel de Montaigne: "È meglio una testa ben fatta che una testa ben piena". Egli perciò distingue tra "una testa nella quale il sapere è accumulato e non dispone di un principio di selezione e di organizzazione che gli dia senso" e una "testa ben fatta", che comporta "un'attitudine generale a porre e a trattare i problemi; principi organizzatori che permettano di collegare i saperi e di dare loro senso".
Secondo Morin, una "testa ben fatta", mettendo fine alla separazione tra le due culture, consentirebbe di rispondere alle formidabili sfide della globalità e della complessità nella vita quotidiana, sociale, politica, nazionale e mondiale.
Riguardo alla civiltà occidentale, che è oramai globalizzata, essa ha ormai più effetti negativi che positivi, ed è anch'essa dunque bisognosa di una riforma, e dunque di una politica della civiltà. Gli assi portanti di una tale politica dovrebbero essere l'umanizzazione delle città e la lotta alla desertificazione delle campagne. Una politica della civiltà deve ristabilire solidarietà e responsabilità, e mirare a una simbiosi tra le diverse civiltà planetarie, raccogliendo il meglio di ciò che ciascuna ha da offrire. Deve infine abbandonare il perseguimento del "di più" a favore del "meglio", abbandonare l'idea quantitativa di crescita generalizzata, per adottarne una qualitativa: la politica della civiltà deve stabilire dove deve esservi crescita, e dove decrescita.

### Il cinema

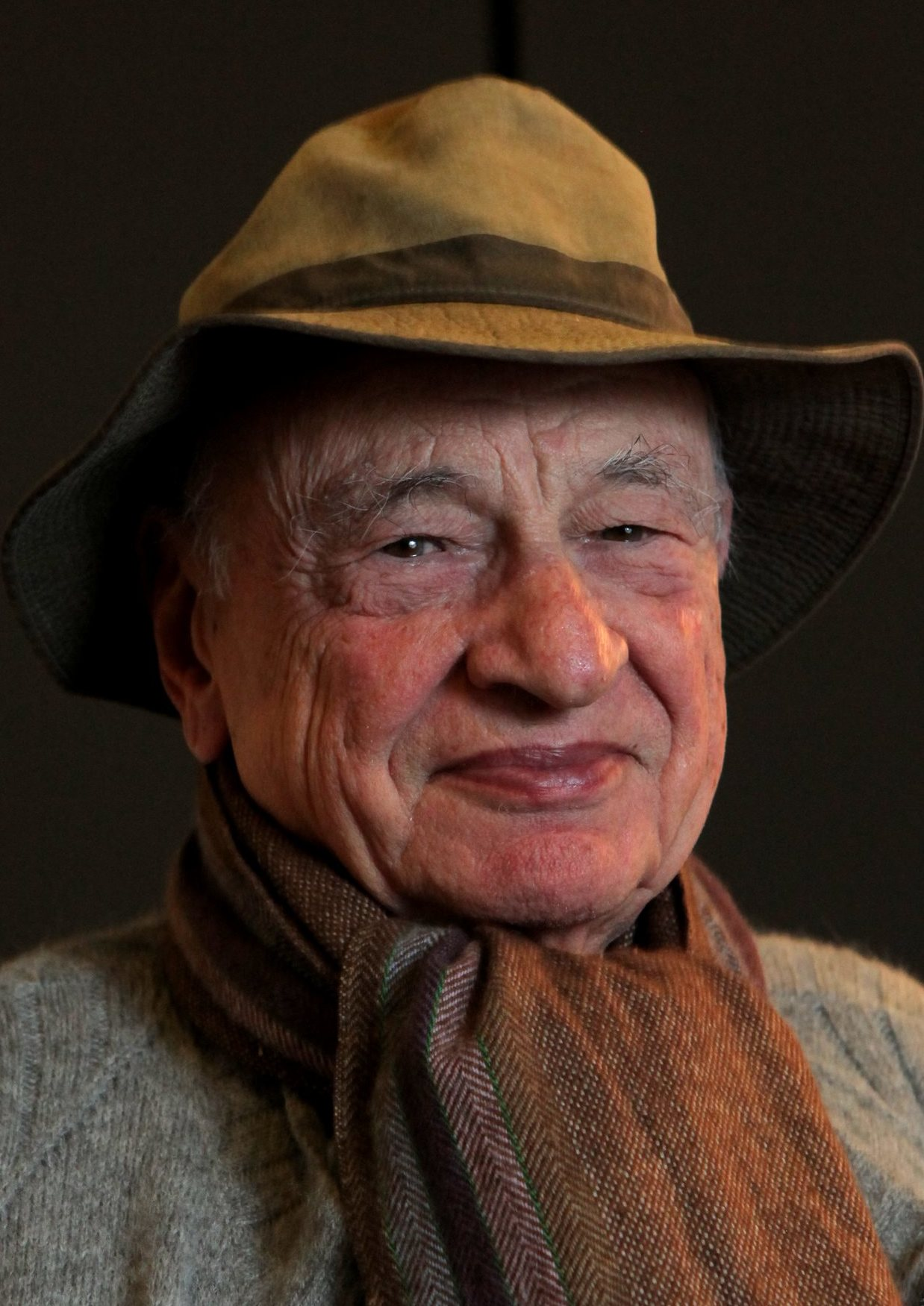
Edgar Morin (2011).

Entrato al CNRS nel 1950, Morin inizia a studiare cinema, collaborando con la Revue internationale de filmologie e pubblicando nel 1956 Le Cinéma ou l'Homme imaginaire, nel quale analizza la proiezione cinematografica e l'identificazione dello spettatore con l'immagine. Il saggio, considerato da alcuni come fondatore della storia culturale del cinema, è anche una constatazione sul ritardo delle scienze umane nell'interessarsi al dispositivo cinematografico. Lo studio sul cinema continuerà anche l'anno successivo con Les Stars e con i numerosi articoli scritti per la rivista La Nef.
Nel 1961, Morin co-dirige con Jean Rouch il film Chronique d'un été (Cronaca di un'estate), che getta le basi per il cinéma vérité francese. Il documentario segue la vita di alcuni giovani lavoratori e studenti durante l'estate parigina del 1960, cercando di rispondere alla domanda "Sei felice?"; alcuni rush del film saranno poi riutilizzati da Florence Dauman per Un été + 50 (2011). Nel 1963, il regista Henri Calef chiede a Morin di scrivere la sceneggiatura per L'Heure de la vérité, che racconta della storia di un vecchio nazista rifugiatosi in Israele assumendo l'identità di un deportato che aveva ucciso; in seguito a degli screzi con Calef, Morin deciderà di togliere il suo nome dalla sceneggiatura, usando invece lo pseudonimo di "Beressi", nome da nubile della madre.
Edgar Morin tornerà a parlare della produzione del film, del suo rapporto con il cinema e di Chronque d'un été nel documentario Edgar Morin, chronique d'un regard, diretto nel 2015 da Céline Gailleurd e Olivier Bohler. 

### Onorificenze in Italia
Il 19 novembre 2001 viene insignito all'Università IULM della laurea honoris causa in Lingue e letterature straniere.
Nel marzo 2002, in occasione del conferimento, da parte dell'Università degli Studi di Messina, della laurea honoris causa in Filosofia, il Dipartimento di Filosofia dell'Ateneo peloritano fonda il Centro Studi di Filosofia della Complessità, intitolandolo ad Edgar Morin, «pensatore che più di ogni altro ha messo in luce il tessuto complexus dei saperi».
Il 1º dicembre 2008 è stato insignito della Laurea Honoris Causa in Scienze dell'Educazione dall'Università degli studi S. Orsola Benincasa di Napoli. Dopo la proclamazione Morin ha tenuto la sua lectio doctoralis su "I sette saperi per un'educazione al futuro". Il 17 novembre 2011 è stato insignito della Laurea Honoris Causa in Scienze pedagogiche, dall'Università degli studi di Macerata. Dopo la proclamazione Morin ha tenuto la sua lectio doctoralis su "Le sfide della conoscenza per un umanesimo planetario".
Nel 2012 è stato insignito del Premio Scanno per la sociologia.

## Opere
- L'An zéro de l'Allemagne, 1946
- Allemagne notre souci, 1947
- Une cornerie, 1948
- L'Homme et la Mort, 1948, 1976; trad. di Lina Bellanova Pascalino, L'uomo e la morte, Newton Compton, Roma 1980; trad. di Antonio Perri e Laura Pacelli, Meltemi, Roma 2002; a cura di Riccardo Mazzeo, con postfazione di Sergio Manghi, Erickson, Trento 2014
- Le Cinéma ou l'homme imaginaire, 1956; trad. di Gennaro Esposito, Il cinema o dell'immaginario, Silva, Milano 1962; con prefazione di Francesco Casetti, Feltrinelli, Milano 1982; Il cinema o l'uomo immaginario. Saggio di antropologia sociologica, Raffaello Cortina, Milano 2016
- Les Stars, 1957, 1972; trad. di Ettore Capriolo, I divi, Mondadori, Milano 1963; trad. di Marisa Castino, Garzanti, Milano 1977; trad. di Tina Guiducci, Le star, con un saggio di Enrico Ghezzi, Olivares, Milano 1995
- Autocritique, 1959, 1994; trad. di Gabriella Zanobetti, Autocritica. Una domanda sul comunismo, Il Mulino, Bologna 1962; trad. di Susanna Lazzari, Autocritica, con presentazione di Mauro Ceruti, Moretti & Vitali, Bergamo 1991
- L'Esprit du temps. Essai sur la culture de masse, vol. 1, 1962; vol. 2, 1976, 2008; trad. di Giuseppe Guglielmi, L'industria culturale. Saggio sulla cultura di massa, Il Mulino, Bologna 1963, 1974, 1983; trad. di Andrea Miconi, Lo spirito del tempo, introduzione di Alberto Abruzzese, Meltemi, Roma 2002, 2005, 2008; trad. Claudio Vinti e Giada Boschi, a cura di Andrea Rabbito, con introduzione di Ruggero Eugeni, ivi 2017
- Introduction à une politique de l'homme, 1965, 1969, 1999; trad. di Antonio Perri, Introduzione a una politica dell'uomo, Meltemi, Roma 2000
- Commune en France. La métamorphose de Plodémet, 1967, 1984; trad. di Danilo Montaldi, Indagine sulla metamorfosi di Plodemet, Il Saggiatore, Milano 1969
- Mai 68. La Brêche, 1968, 2008 (con Claude Lefort e Cornelius Castoriadis); trad. La Comune di Parigi del maggio '68, Il Saggiatore, Milano 1968; trad. Francesco Bellusci, Maggio '68. La breccia, Raffaello Cortina, Milano 2018
- La Rumeur d'Orléans, 1969, 1982 [con La Rumeur d'Amiens]; trad. di Enzo Campelli, Medioevo moderno a Orléans, introduzione di Francesco Alberoni, Eri, Torino 1979 (con un'intervista di Romolo Runcini)
- Le Vif du sujet, 1969, 1982; trad. di Gianluca Bocchi e Dolores Ritti, Il vivo del soggetto, Moretti & Vitali, Bergamo 1998
- Journal de Californie, 1970, 1983; trad. Diario di California, a cura di Gianpietro Cogi, Moretti & Vitali, Bergamo 1993
- Le Paradigme perdu: la nature humaine, 1973; trad. di Eugenio Bongioanni, Il paradigma perduto: che cos'è la natura umana?, Bompiani, Milano 1974; Feltrinelli, Milano 1994; Mimesis, Milano 2020
- L'Unité de l'homme, 1974, 1978 (con Massimo Piattelli Palmarini) [3 volumi]
  - 1. Le Primate et l'Homme
  - 2. Le Cerveau humain
  - 3. Pour une anthropologie fondamentale
- La Bureaucratie, 1975 (con altri)
- La Méthode, 1977-2004 [6 volumi], ed. in cofanetto 2008
  - 1. La Nature de la nature (1977, 1981); trad. Il metodo: ordine disordine organizzazione, Feltrinelli, Milano 1983; La natura della natura, Raffaello Cortina, Milano 2001 (su fisica e chimica)
  - 2. La Vie de la vie (1980, 1985); trad. di Alessandro Serra, La vita della vita, Feltrinelli, Milano 1987; Raffaello Cortina, Milano 2004 (su biologia ed ecologia)
  - 3. La Connaissance de la connaissance (1986, 1992); trad. di Alessandro Serra, La conoscenza della conoscenza, Feltrinelli, Milano 1989; Raffaello Cortina, Milano 2007 (sull'antropologia della conoscenza)
  - 4. Les Idées. Leur habitat, leur vie, leurs mœurs, leur organisation (1991, 1995); trad. di Alessandro Serra, Le idee: habitat, vita, organizzazione usi e costumi, Feltrinelli, Milano 1993
  - 5. L'Humanité de l'humanité. L'identité humaine (2001, 2003); trad. L'identità umana, Raffaello Cortina, Milano 2002 (sull'antropo-sociologia)
  - 6. Éthique (2004); trad. di Susanna Lazzari, Etica, Raffaello Cortina, Milano 2005 (sull'etica)
  - 7. La Méthode de la Méthode, Armando Siciliano, Messina 2021
- Pour sortir du XXe siècle, 1981; 2004 [con il titolo Pour entrer dans le XXIe siècle]; trad. di Gianluca Bocchi, Per uscire dal ventesimo secolo, Lubrina, Bergamo 1989; Il gioco della verità e dell'errore. Rigenerare la parola politica, a cura di Sergio Manghi, Erickson, Trento 2009
- Journal d'un livre, 1981; trad. Diario di un libro durante la stesura di "Per uscire dal ventesimo secolo", Moretti & Vitali, Bergamo 1995
- Science avec conscience, 1982, 1990; trad. Scienza con coscienza, a cura di Pietro Quattrocchi, FrancoAngeli, Milano 1984, 1989
- De la nature de l'URSS, 1983; trad. La natura dell'URSS. Il complesso totalitario dell'ultimo impero, Armando, Roma 1989
- Sociologie, 1984, 1994; trad. Sociologia della sociologia, Ed. Lavoro, Roma 1985; Sociologia del presente, prefazione di Giovanni Bechelloni, Ed. Lavoro, Roma 1987
- Le Rose et le Noir, 1984; trad. Il rosa e il nero, Spirali, Milano 1984
- New York. La ville des villes, 1984
- Penser l'Europe, 1987; trad. di Rossella Bertolazzi, Pensare l'Europa, Feltrinelli, Milano 1988, 1990
- Mais, 1988 (con Marek Halter)
- L'Écologie généralisée, 1988; trad. di Gianluca Bocchi, Il pensiero ecologico, Hopefulmonster, Firenze 1988
- Vidal et les siens, 1989, 1996 (con Véronique Grappe-Nahoum e Haïm Vidal Séphiha); trad. di Luisa Saraval, Vidal mio padre, Sperling & Kupfer, Milano 1995
- Introduction à la pensée complexe, 1990, 2005; trad. di Monica Corbani, Introduzione al pensiero complesso, Sperling & Kupfer, Milano 1993
- Arguments pour une Méthode. Colloque de Cerisy, 1990
- Un nouveau commencement, 1991 (con Gianluca Bocchi e Mauro Ceruti); trad. Turbare il futuro. Un nuovo inizio per la civiltà planetaria, Moretti & Vitali, Bergamo 1990; L'Europa nell'era planetaria, Sperling & Kupfer, Milano 1991
- Journal de Chine, 1992; trad. Viaggio in Cina, 1992, a cura di Gianpietro Cogi, Moretti & Vitali, Bergamo 1993
- Terre-Patrie, 1993 (con Anne-Brigitte Kern); trad. Terra-Patria, Raffaello Cortina, Milano 1994
- Mes démons, 1994, 1998, 2008; trad. di Laura Pacelli e Antonio Perri, I miei demoni, Meltemi, Roma 1999, 2004
- La Complexité humaine, 1994 (a cura di)
- Les Fratricides. Yougoslavie-Bosnie (1991-1995), 1996; trad. di Maria Laura Cascone Tombà, I fratricidi. Iugoslavia-Bosnia 1991-1995, a cura di Gianluca Bocchi e Mauro Ceruti, Meltemi, Roma 1997
- Une année Sisyphe (Journal de la fin du siècle), 1995
- Pleurer, aimer, rire, comprendre. 1er janvier 1995-31 janvier 1996, 1996
- Comprendre la complexité dans les organisations de soins, 1997 (con Jean-Louis Le Moigne)
- Une politique de civilisation, 1997 (con Sami Naïr); trad. Una politica di civiltà, Asterios, Trieste 1999
- Amour, Poésie, Sagesse, 1997, 1999; trad. di Luisa Fusillo, Amore, poesia, saggezza, Armando, Roma 1999
- Planète, l'aventure inconnu, 1997 (con Christophe Wulf)
- L'Affaire Bellounis. Préface au témoignage de Chems Ed Din, 1998
- Penser la Méditerranée et méditerranéiser la pensée, 1998; trad. di Augusto Cavadi, Pensare il Mediterraneo, mediterraneizzare il pensiero, postfazione di Alberto Cacopardo, Il pozzo di Giacobbe, Trapani 2019
- L'Intelligence de la complexité. Épistémologie et pratique, 1999, 2006 (con Jean-Louis Le Moigne)
- Relier les connaissances. Le défi du XXIe siècle. Journées thématiques conçues et animées par Edgar Morin, 1999
- Une tête bien faite. Repenser la réforme, réformer la pensée, 1999; trad. di Susanna Lazzari, La testa ben fatta. Riforma dell'insegnamento e riforma del pensiero, Raffaello Cortina, Milano 2000
- Educare gli educatori: una riforma del pensiero per la democrazia cognitiva, EdUp, Roma 1999, 2005 (intervista di Antonella Martini)
- Les Sept Savoirs nécessaires à l'éducation du futur, 2000; trad. di Susanna Lazzari, I sette saperi necessari all'educazione del futuro, Raffaello Cortina, Milano 2001
- À propos des sept savoirs, 2000
- Reliances, 2000
- Dialogue sur la nature humaine, 2000, 2010 (con Boris Cyrulnik)
- Itinérance, 2000, 2006 (intervista con Marie-Christine Navarro)
- Nul ne connaît le jour qui naîtra, 2000 (con Edmond Blattchen)
- Journal de Plozévet, Bretagne 1965, 2001
- Dialogue sur la connaissance. Entretiens avec des lycéens, 2002, 2011 (a cura di Alfredo Pena-Vega e Bernard Paillard); trad. Il mio pensiero. Edgar Morin parla con gli studenti, a cura di Cristiano Casalini, Medusa, Milano 2013
- Pour une politique de civilisation, 2002
- La Violence du monde, 2003 (con Jean Baudrillard); trad. di Francesco Sircana, La violenza del mondo. La situazione dopo l'11 settembre, Ibis, Pavia-Como 2004
- Éduquer pour l'ère planétaire, la pensée complexe comme méthode d'apprentissage dans l'erreur et l'incertitude humaine, 2003 (con Raúl Domingo Motta e Émilio-Roger Ciurana); trad. Educare per l'era planetaria, il pensiero complesso come metodo di apprendimento, a cura di Bianca Spadolini, Armando, Roma 2005, 2018
- Université, quel avenir?, 2003 (con Alfredo Pena-Vega)
- Les Enfants du ciel. Entre vide, lumière, matière, 2003 (con Michel Cassé); trad. di Marina Marino, Alle origini del cosmo. Dialogo intorno ai misteri dell'uomo e dell'universo, Pisani, Napoli 2004
- Dialogo: l'identità umana e la sfida della convivenza, a cura di Francesco Morace, Scheiwiller, Milano 2003
- Un viandante della complessità. Morin filosofo a Messina, 2003 (con Girolamo Cotroneo e Giuseppe Gembillo), Armando Siciliano, Messina 2003 (a cura di Annamaria Anselmo)
- La latinità, Armando Siciliano, Messina 2004 (a cura di Annamaria Anselmo e Giuseppe Gembillo)
- Culture et barbarie européennes, 2005; trad. di Susanna Lazzari, Cultura e barbarie europee, Raffaello Cortina, Milano 2006
- Pour un nouvel imaginaire politique, 2006 (con Mireille Delmas-Marty e René Passet)
- Le Monde moderne et la question juive, 2006, 2012 [con il titolo Le Monde moderne et la Condition juive]; trad. Il mondo moderno e la questione ebraica, Raffaello Cortina, Milano 2007
- Lezioni messinesi, Armando Siciliano, Messina 2006 (a cura di Annamaria Anselmo e Giuseppe Gembillo)
- L'An I de l'ère écologique, 2007 (con Nicolas Hulot); trad. L'anno I dell'era ecologica. La terra dipende dall'uomo che dipende dalla terra, Armando, Roma 2007
- Où va le monde?, 2007; trad. Dove va il mondo?, prefazione di François L'Yvonnet, Armando, Roma 2012
- Destin de l'animal, 2007
- Vers l'abîme, 2007; trad. di Bianca Spadolini, Oltre l'abisso, Armando, Roma 2010
- Io, Edgar Morin: una storia di vita prefazione di Mauro Ceruti, FrancoAngeli, Milano 2007 (con Cristina Pasqualini)
- Mon chemin. Entretiens avec Djénane Kareh Tager, 2008; trad. di Piero Bonanni, Il mio cammino, Armando, Roma 2013
- Vive la politique?, 2008 (con Claude Lefort)
- Crises, 2009
- La Pensée tourbillonnaire, 2009
- Edwige, l'inséparable, 2009
- Au-delà du développement. Pour une politique de l'humanité, 2009 (a cura di)
- Pour et contre Marx, 2010, 2012; trad. di Riccardo Mazzeo, Pro e contro Marx. Ritrovarlo sotto le macerie dei marxismi, Erickson, Trento 2010
- Ma gauche, 2010; trad. di Riccardo Mazzeo, La mia sinistra: rigenerare la speranza, presentazione di Nichi Vendola, nota introduttiva di Sergio Manghi, postfazione di Mauro Ceruti, Erickson, Trento 2011
- Comment vivre en temps de crise?, 2010 (con Patrick Viveret); trad. di Luigi Lunari, Come vivere in tempi di crisi?, BookTime, Milano 2011
- Regards sur le sport, 2010 (a cura di)
- La Voie. Pour l'avenir de l'humanité, 2011; trad. di Susanna Lazzari, La via. Per l'avvenire dell'umanità, prefazione di Mauro Ceruti, Raffaello Cortina, Milano 2012
- Le Défi de la complexité, 2011; trad. La sfida della complessità, a cura di Annamaria Anselmo e Giuseppe Gembillo, Le lettere, Firenze 2011, 2017
- Conversation pour l'avenir, 2011 (con Gilles Vanderpooten)
- Le Philosophe indiscipliné, 2011
- Mes philosophes, 2011, 2013; trad. I miei filosofi, a cura di Riccardo Mazzeo, presentazione di Sergio Manghi, Erickson, Trento 2013, 2018
- Le Chemin de l'espérance, 2011 (con Stéphane Hessel); trad. di Anna Sansa e Valentina Abaterusso, Il cammino della speranza, Chiarelettere, Milano 2012
- La France est une et multiculturelle. Lettre aux citoyens de France, 2012 (con Patrick Singaïny)
- Journal (1962-1987), 2012 [contiene tra l'altro Le Vif du sujet (1969), Journal de Plozévet (2001), Journal de Californie (1970), Journal d'un livre (1981)]
- Journal (1992-2010), 2012 [contiene tra l'altro Journal de Chine (1992), Une année Sisyphe (1995), Pleurer, aimer, rire, comprendre (1996)]
- Mon Paris, ma mémoire, 2013; trad. di Susanna Lazzari, La mia Parigi, i miei ricordi, Raffaello Cortina, Milano 2013
- La Rencontre improbable et nécessaire, 2013 (con Sabah Abouessalem)
- Notre Europe. Décomposition ou métamorphose, 2014 (con Mauro Ceruti); trad. La nostra Europa, Raffaello Cortina, Milano 2013
- Au péril des idées, 2014 (con Ṭāriq Ramaḍān e Claude-Henry du Bord); trad. Il pericolo delle idee, a cura di Riccardo Mazzeo, Erickson, Trento 2015
- Enseigner à vivre. Manifeste pour changer l'éducation, 2014; trad. di Susanna Lazzari, Insegnare a vivere. Manifesto per cambiare l'educazione, a cura di Mauro Ceruti, Raffaello Cortina, Milano 2015
- Avant, pendant, après le 11 janvier, 2015 (con Patrick Singaïny)
- Qui est Daech?, 2015 (con Régis Debray, Tahar Ben Jelloun, Michel Onfray, Olivier Weber, Jean-Christophe Rufin e Gilles Kepel)
- Impliquons-nous! Dialogue pour le siècle, 2015 (con Michelangelo Pisto); trad. Attiviamoci, Polyhistor, Lecco 2019
- Penser global. L'humain et son univers, 2015; trad. di Susanna Lazzari, Sette lezioni sul pensiero globale, Raffaello Cortina, Milano 2016
- Etica e identità umana. Meet the media guru, a cura di Maria Grazia Mattei, Egea, Milano 2015
- L'aventure de la méthode, suivi de Pour une rationalité ouverte, Le Seuil, Paris, 2015, L'avventura del Metodo: come la vita ha nutrito l'opera, a cura di Francesco Bellusci, Raffaello Cortina, Milano 2023
- Sur l'esthétique, 2016; trad. di Francesco Bellusci, Sull'estetica, Raffaello Cortina, Milano 2019
- Pour une crisologie, 2016; trad. Per una teoria della crisi, Armando, Roma 2017
- Ecologiser l'Homme, 2016
- Connaissance, Ignorance, Mystère, 2017; trad. Conoscenza, ignoranza, mistero, Raffaello Cortina, Milano, 2018
- L'Île de Luna (roman), 2017
- L'Urgence et l'Essentiel, 2017 (con Tariq Ramadan)
- Le Temps est venu de changer de civilisation, 2017 (con Denis Lafay)
- Où est passé le peuple de gauche?, 2017
- Ce que fut le communisme, 2017
- Pour résister à la régression, 2018
- Le Cinéma. Un art de la complexité, 2018
- Poésies du métropolitain, 2018
- La Marseillaise, 2019
- La Fraternité, pourquoi?, 2019
- Chronique d'un été, 2019 (con Jean Rouch)
- Les Souvenirs viennent à ma rencontre , 2019; trad. di Riccardo Mazzeo, I ricordi mi vengono incontro, Raffaello Cortina, Milano 2020
- Quelle école voulons-nous? La Passion du savoir, 2020 (con Jean-Michel Blanquer)
- Changeons de voie. Les leçons du coronavirus, 2020; trad. di Rosella Prezzo, Cambiamo strada. Le 15 lezioni del Coronavirus, Raffaello Cortina, Milano 2020
- La Méthode VII. La méthode de la méthode, 2021; trad. di A. Anselmo, G. Gembillo, F. Russo, Armando Siciliano, Messina 2021
- Réveillons-nous!, 2022; trad. di Alessandra Neve, Svegliamoci!, Mimesis, Milano-Udine 2022
- De guerre en guerre. De 1940 à l'Ukraine (2023); trad. di Susanna Lazzari, Di guerra in guerra. Dal 1940 all'Ucraina invasa, Raffaello Cortina, Milano 2023